# XXII. Budapester Bezirk
Der XXII. Bezirk der ungarischen Hauptstadt Budapest wird auch Budafok-Tétény (deutsch: Promontor-Großteting) genannt und liegt im westlich der Donau gelegenen Budaer Stadtteil von Budapest, im Südwesten des Stadtgebiets, am westlichen Ufer der Donau. 
Hier befindet sich das Mausoleum von József Törley (1858–1907), dem Begründer der Törley Sektkellerei.

## Lage
Der Bezirk befindet sich auf dem Tétényi-Plateau, bestehend aus Dolomit und Kalkstein, das den südlichen Vordergrund des Budaer Gebirge bildet.

## Geschichte
Der Stadtbezirk entstand am 1. Januar 1950 durch die Vereinigung des fast gesamten Territoriums der Stadt Budafok und der Gemeinden Nagytétény und Budatétény.

## Partnerbezirk
Partnerstadtbezirk von Budafok-Tétény ist seit 1991
- der Stadtbezirk Bonn-Zentrum in Deutschland.

## Fotos

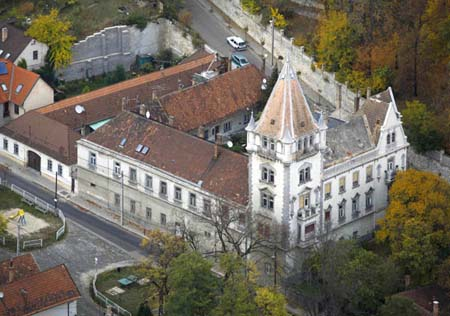
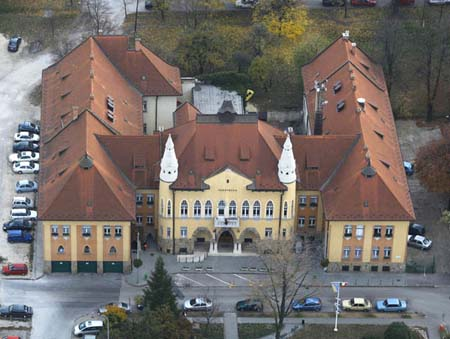
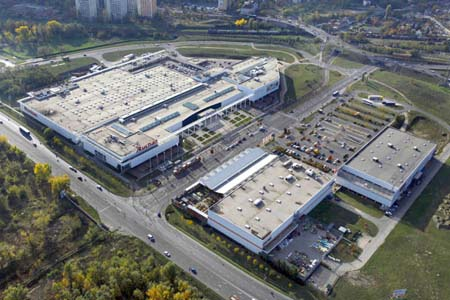
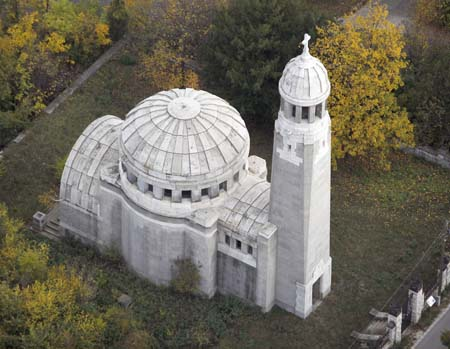